# Zeebarbelen
Zeebarbelen (Mullidae) vormen een familie van baarsachtige vissen.

## Verspreiding en leefgebied
Ze leven in tropische zeeën, zelden in brak water en worden vaak aangetroffen bij riffen in de Atlantische, Indische en Grote Oceaan.

## Kenmerken
Veel soorten uit de familie zijn opvallend gekleurd, hoewel ze niet populair zijn om te houden in aquaria. Wel worden ze in veel landen gevangen voor de consumptie, zoals de mul ('koning van de poon'). De grootste soort, de Parupeneus barberinus kan tot 55 centimeter lang worden, maar de meeste soorten worden gewoonlijk half zo lang. Ze hebben langgerekte lijven met gevorkte staartvinnen en ver van elkaar staande borstvinnen.

## Leefwijze
Omdat ze voortdurend op de bodem aan het zoeken zijn naar iets eetbaars zijn ze niet geliefd voor aquaria, ze eten namelijk alles wat enigszins eetbaar is. Overdag vormen de vissen grote, inactieve (niet etende) scholen. De scholen bestaan soms uit één soort, maar soms ook uit meerdere soorten vissen. De Mulloiduchtys vanicolensis uit de Rode Zee en Hawaï wordt vaak aangetroffen tussen vissen van de soort Lutjanus kasmira. Wanneer dit het geval is, zal de eerstgenoemde zijn kleurenpatroon aanpassen aan die van de snapper.
's Nachts gaan scholen uiteen en begeven ze zich naar de bodem om te eten, maar niet dieper dan ongeveer 110 meter. Sommige soorten (bijvoorbeeld de Upeneus tragula) staan erom bekend een klein stuk van rivieren op te zwemmen op zoek naar voedsel. Alle vissen uit deze familie kunnen hun kleuren aanpassen aan de omstandigheden. Parupeneus cyclostomus verandert bijvoorbeeld van citroengeel naar een bleke crèmekleur wanneer hij eet.
Ze produceren veel drijvende eieren die deel gaan uitmaken van het plankton.

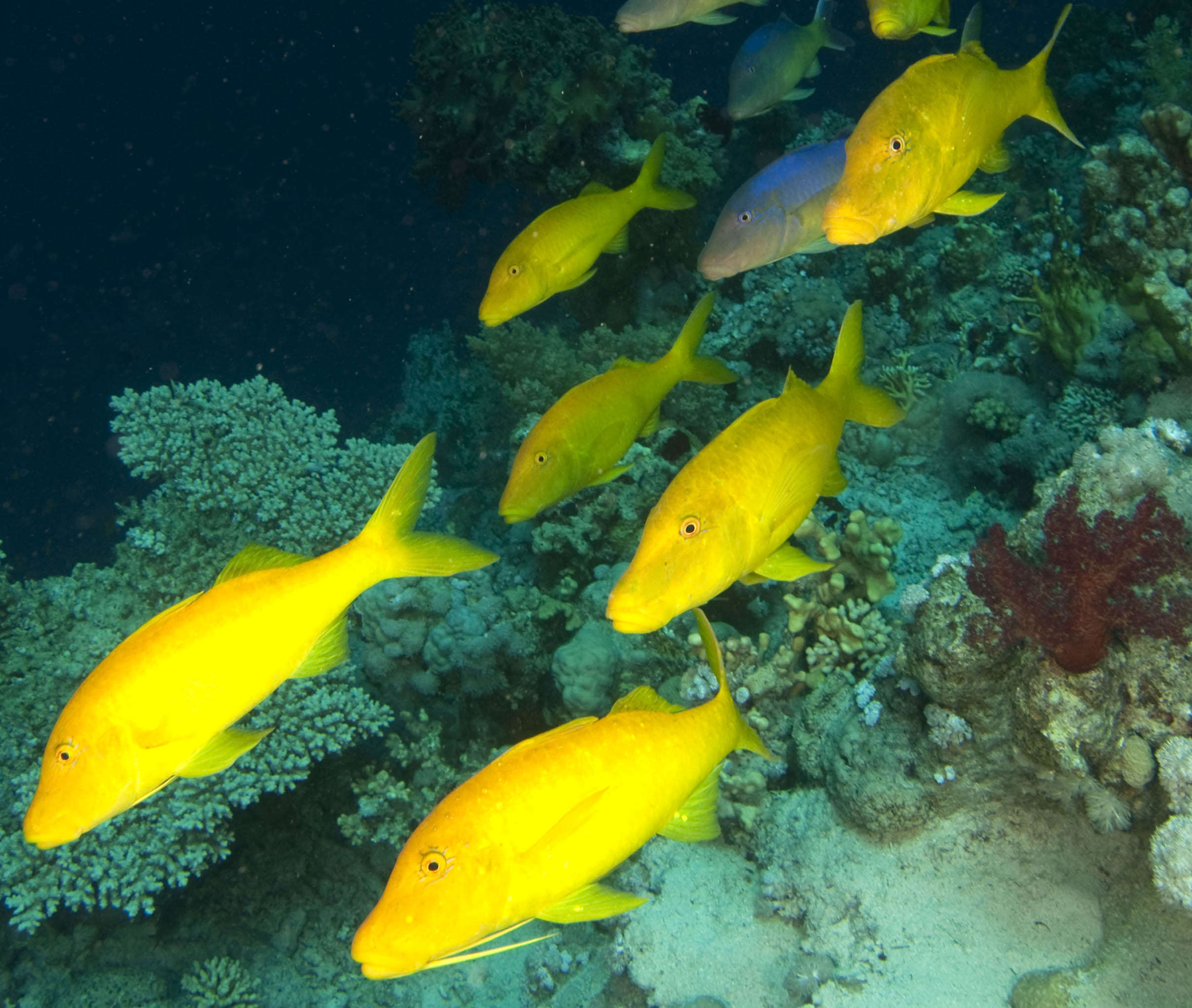
Een soort zeebarbeel (Parupuneus cyclostomus) uit de Rode Zee

## Geslachten
FishBase beschrijft zes geslachten:
- Mulloidichthys Whitley, 1929
- Mullus Linnaeus, 1758
- Parupeneus Bleeker, 1863
- Pseudupeneus Bleeker, 1862
- Upeneichthys Bleeker, 1855
- Upeneus Cuvier, 1829